# Seznam bosansko-hercegovskih igralcev
Seznam bosansko-hercegovskih igralcev.

## A
- Elvira Aljukić ?
- Radivoje Andrić (bosansko-srbski)

## B
- Olga Babić
- Izudin Bajrović
- Senad Bašić (tudi film.režiser)
- Zorana Bećić (bos.-srbska)
- Gordana Boban
- Amir Bukvić (bos.-hrv.)
- Haris Burina

## Č
- Adem Čejvan
- Husein Čokić

## Ć
- Lazar Ćelap

## D
- Reihan Demirdžić

## Đ
- Branko Đurić (bosansko-slovenski)
- Filip Đurić

## F
- Ines Fančović

## G
- Admir Glamočak
- Milenko Goranović
- Zijad Gračić

## F
- Tarik Filipović (bosansko-hrvaški)

## G
- Zijad Gračić (bosansko-hrvaški)
- Miraj Grbić

## H
- Emir Hadžihafizbegović

## I
- Maja Izetbegović

## J
- Davor Janjić

## K
- Nele Karajlić
- Moamer Kasumović
- Slaven Knezović
- Fahro Konjhodžić
- Elvis J. Kurtović ?

## L
- Almedin Leleta
- Boris Ler
- Belma Lizde Kurt
- Daria Lorenci (bosansko-hrvaška)

## M
- Slobodan Maksimović (bos.-slovenski)
- Žan Marolt (1964-2009)
- Irfan Mensur
- Luna Mijović
- Marijana Mikulić (bosansko-hrvaška)
- Ivana Miličević
- Vera Misita (bosansko-hrvaška)
- Nazif Mujić
- Mediha Musliović
- Zaim Muzaferija

## N
- Mustafa Nadarević
- Mladen Nelević
- Željko Ninčić

## O
- Armin Omerović
- Nermin Omić

## P
- Milan Pavlović (igralec)
- Marija Pikić
- Branko Pleša

## S
- Aleksandar Seksan (Sejo Sexon?)
- Vedrana Seksan
- Amra Silajdžić
- Faruk Sokolović
- Zijah Sokolović
- Boro Stjepanović

## Š
- Tatjana Šojić
- Feđa Štukan

## T
- Arnel Taci
- Nermin Tulić

## V
- Olinka Vištica

## Ž
- Jasna Žalica